# Epocă (astronomie)
În astronomie, o epocă este un moment în timp folosit ca un punct de referință pentru o cantitate astronomică variabilă în timp, cum ar fi coordonatele cerești sau elemente eliptice orbitale ale unui corp ceresc, deoarece acestea sunt supuse unor perturbări și variază în funcție de timp. 
Aceste cantități astronomice variabile în timp ar putea include, de exemplu, longitudinea medie sau anomalia medie a unui corp ceresc, nodul orbitei sale în raport cu un plan de referință, direcția apsisului sau afeliul orbitei, sau mărimea axei majore a orbitei sale.
Principala utilizare a cantităților astronomice specificate în acest mod este aceea de a calcula alți parametri relevanți ai mișcării, cu scopul de a anticipa pozițiile și vitezele viitoare.
Cantitățile astronomice pot fi specificate în mai multe feluri, de exemplu, ca o funcție polinomială a intervalului de timp, având o epocă ca un punct temporal de origine (aceasta este o metodă curentă comună de folosire a epocilor în astronomie).

## Conversia între epocile juliene și besseliene
...

## Epocă standard
Potrivit perioadei este recomandat să se dea coordonatele ecuatoriale ale unui obiect fixând o epocă de referință. Aceasta este denumită epocă standard. După 1984, J2000.0 este epocă standard. Ea a fost precedată de epoca B1950.0. Epocile B1900.0 și B1875.0 au fost și ele utilizate. Aceasta din urmă este în particular aceea care a fost folosită pentru determinarea separațiilor dintre cele 88 de constelații din astronomia modernă de către Eugène Delporte în 1930.